# Serengeti-Weißbartgnu
Das Serengeti-Weißbartgnu (Connochaetes mearnsi) ist eine Antilope aus der Gattung der Gnus, die als Grasfresser in offenen Steppen oder Baumsavannen im Norden Tansanias und im Süden von Kenia vorkommt. Zur Abgrenzung vom östlich des östlichen Arms des Ostafrikanischen Grabens vorkommenden Östlichen Weißbartgnu (C. albojubatus) wird es auch Westliches Weißbartgnu genannt. Das Verbreitungsgebiet des Serengeti-Weißbartgnus ist das kleinste aller Gnuarten und umfasst die Serengeti mit dem Serengeti-Nationalpark, dem Ngorongoro-Schutzgebiet und dem Masai-Mara-Nationalpark.

## Merkmale
Das Serengeti-Weißbartgnu erreicht eine Schulterhöhe von 100 bis 123 Zentimetern und ein Gewicht von 141 bis 184 (Weibchen) bzw. 171 bis 242 kg (Männchen). Verglichen mit anderen Gnu-Arten ist es relativ klein. Außerdem hat es ein dunkleres Fell und einen längeren Schwanz. Die Mähne steht nicht aufrecht wie bei den südafrikanischen Streifengnus (C. taurinus), sondern hängt schlaff herab. Die Beine sind nicht heller, sondern haben die gleiche Farbe wie der Rumpf. Die Hörner spreizen sich weniger weit auseinander und die Spitzen sind nicht so stark nach innen gebogen wie bei den anderen Gnu-Arten. Der Basalhöcker der Hörner ist dagegen sehr ausgeprägt. Bei einem auf einer ebenen Fläche liegenden Schädel haben die Hörner einen Mindestabstand von 6 Zentimetern zum Boden. Die Rufe der territorialen Männchen unterscheiden sich deutlich von denen anderer Gnu-Arten. Sie sollen „kehliger, langanhaltender“ mit „weniger metallischem Timbre“ sein.

## Lebensraum und Lebensweise

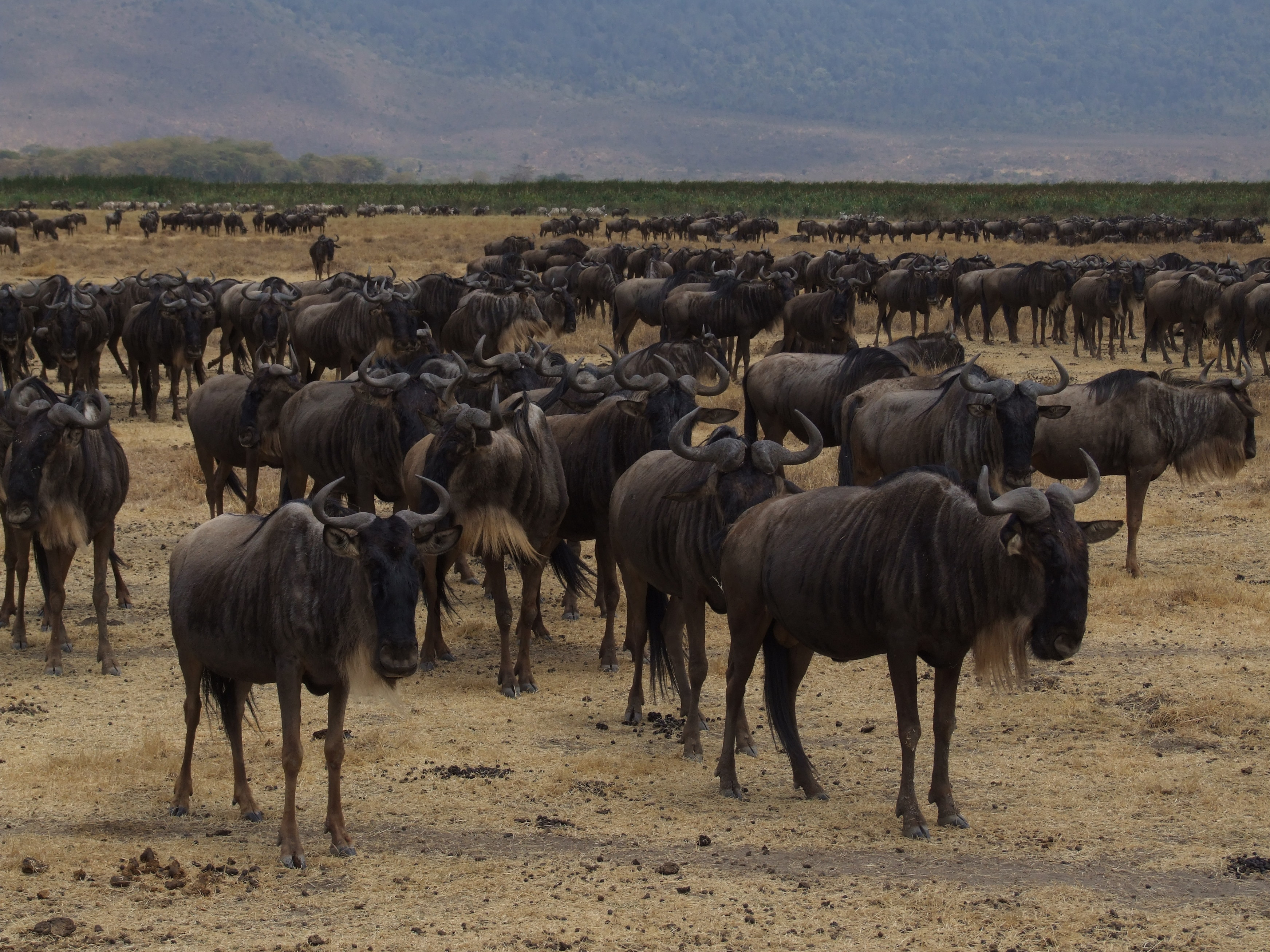
Serengeti-Weißbartgnus im Ngorongoro

Das Serengeti-Weißbartgnu bewohnt ebene Steppen und Savannen, die mit kurzen Gräsern bestanden sind. Sie entfernen sich nie sehr weit von offenen Wasserstellen und ernähren sich zu 100 % von Gräsern. Ein großer Teil der Nahrung besteht aus Themeda triandra. In der Trockenzeit, wenn das Wachstum der Gräser aufhört, wandern sie in ergiebigere Gebiete. In Zeiten, in denen sie nicht wandern, leben Weibchen und Jungtiere in kleinen Herden mit durchschnittlich acht Individuen. Das von diesen Gruppen genutzte Gebiet ist einige Hektar groß und überschneidet sich in der Regel mit den Territorien von 4 bis 5 Männchen. Die Territorien der Männchen sind im Durchschnitt 1 ha groß, aber nur ein Drittel bis die Hälfte der Männchen besitzt ein Revier. Die Reviere werden auch außerhalb der dreiwöchigen Paarungszeit beibehalten. Mit dem Beginn der Trockenzeit werden die für eine Beweidung nutzbaren Gebiete immer kleiner und die in diese Gebiete ziehenden Herden schließen sich zu immer größeren zusammen. Sind die Weiden zu klein, beginnen die Gnus mit ihrer Fernwanderung in Richtung weit entfernter Gewitter. Einige Exemplare bleiben aber das ganze Jahr über in ihrem vertrauten Gebiet. Während der Wanderung halten die Männchen einen deutlichen Abstand zueinander und interagieren nur wenig. Stoppt die Herde, bilden sie sofort kleine Territorien, die im Durchschnitt nur 0 bis 3 ha groß sind. In diesen Territorium versuchen die Männchen, möglichst viele Weibchen zu sammeln, um mit diesen zu balzen und sich zu paaren. Konkurrierende Männchen versuchen sie in nicht ritualisierten Kämpfen zu verdrängen. Die Trächtigkeitsdauer beträgt 8 bis 8,5 Monate. Alle Jungtiere werden innerhalb von nur drei Wochen etwa einen Monat vor Beginn der Regenzeit geboren. Innerhalb weniger Minuten stehen die Kälber auf und saugen sofort.

## Systematik
Das Serengeti-Weißbartgnu wurde 1913 durch den US-amerikanischen Zoologen Edmund Heller als Unterart des Weißbartgnus (C. albojubatus) erstmals wissenschaftlich beschrieben. Bei einer Revision der Hornträger, die Colin Peter Groves und Peter Grubb im Jahr 2011 vorlegten, wurden es in den Artstatus erhoben. Kingdon und andere Autoren sehen es jedoch weiterhin als Unterart des Streifengnus an.

## Gefährdung
Das Serengeti-Weißbartgnu gilt als ungefährdet. Ihre Anzahl im Serengeti-Mara-Ökosystem hat im Laufe der Zeit immer weiter zugenommen. Gab es in den 1950er Jahren etwa 100.000 Exemplare, so wuchs ihre Zahl bis zum Jahr 1970 auf schätzungsweise 500.000 und auf 1 bis 3 Millionen Tiere im Jahr 1977. Heute hat sich die Population bei 1 bis 1,5 Millionen stabilisiert, wobei sie von Jahr zu Jahr schwankt.